# El Capulín, Tlacoapa
El Capulín är en ort i Mexiko.   Den ligger i kommunen Tlacoapa och delstaten Guerrero, i den sydöstra delen av landet, 240 km söder om huvudstaden Mexico City. El Capulín ligger 2 357 meter över havet och antalet invånare är 162.
Terrängen runt El Capulín är kuperad åt nordost, men åt sydväst är den bergig. Runt El Capulín är det ganska glesbefolkat, med 22 invånare per kvadratkilometer. Närmaste större samhälle är Malinaltepec, 8,2 km söder om El Capulín. I omgivningarna runt El Capulín växer huvudsakligen savannskog.